# Neurofibrille
 (janvier 2025).
En biologie cellulaire, les neurofibrilles forment le cytosquelette qui assure le soutien et la forme du neurone. 

## Types
Deux types de neurofibrille sont présentes dans les neurones : les neurofilaments (filaments intermédiaires pour les neurones) et les neurotubules (microtubules pour les neurones). 